# Argyroeides rubricauda
Argyroeides rubricauda är en fjärilsart som beskrevs av Dyar 1911. Argyroeides rubricauda ingår i släktet Argyroeides och familjen björnspinnare. Inga underarter finns listade i Catalogue of Life.